# Precision
Precision, noggrannhet eller exakthet handlar om hur nära ett resultat är det mål som eftersträvas. När man arbetar med stor precision eller noggrannhet tittar man ofta in i detalj i arbetsprocessen, för att undvika en större avvikelse. Stor precision kopplas ofta till hög kvalitet.
Ordet precision finns i svensk skrift sedan 1788; det är hämtat från latinets præcisio ('avskuret stycke', utskärning') vilket även gett det svenska lånordet precis. Noggrannhet (efter det enklare ordet noga) finns i svensk skrift sedan 1794 och exakthet (efter latinets exaktus med samma betydelse) sedan 1850. Från 1716 användes det relaterade franska inlånet exaktityd (franska: exactitude).

## Mätning
I samband med mätningar skiljs mellan noggrannhet och precision. Där beskriver noggrannheten hur nära ett mätresultat är det sanna värdet hos en storhet. Precisionen förklarar däremot hur lika olika mätresultat är jämfört med varandra.
En hög precision i mätningen kan stärka trovärdigheten hos forskningen men endast om inget stort systematiskt fel är inblandat. En minskning av ett mätfel ökar noggrannheten i mätningen.